# Belotinț, Arad
Belotinț  (în maghiară Beletháza) este un sat în comuna Conop din județul Arad, Banat, România.

## Istorie

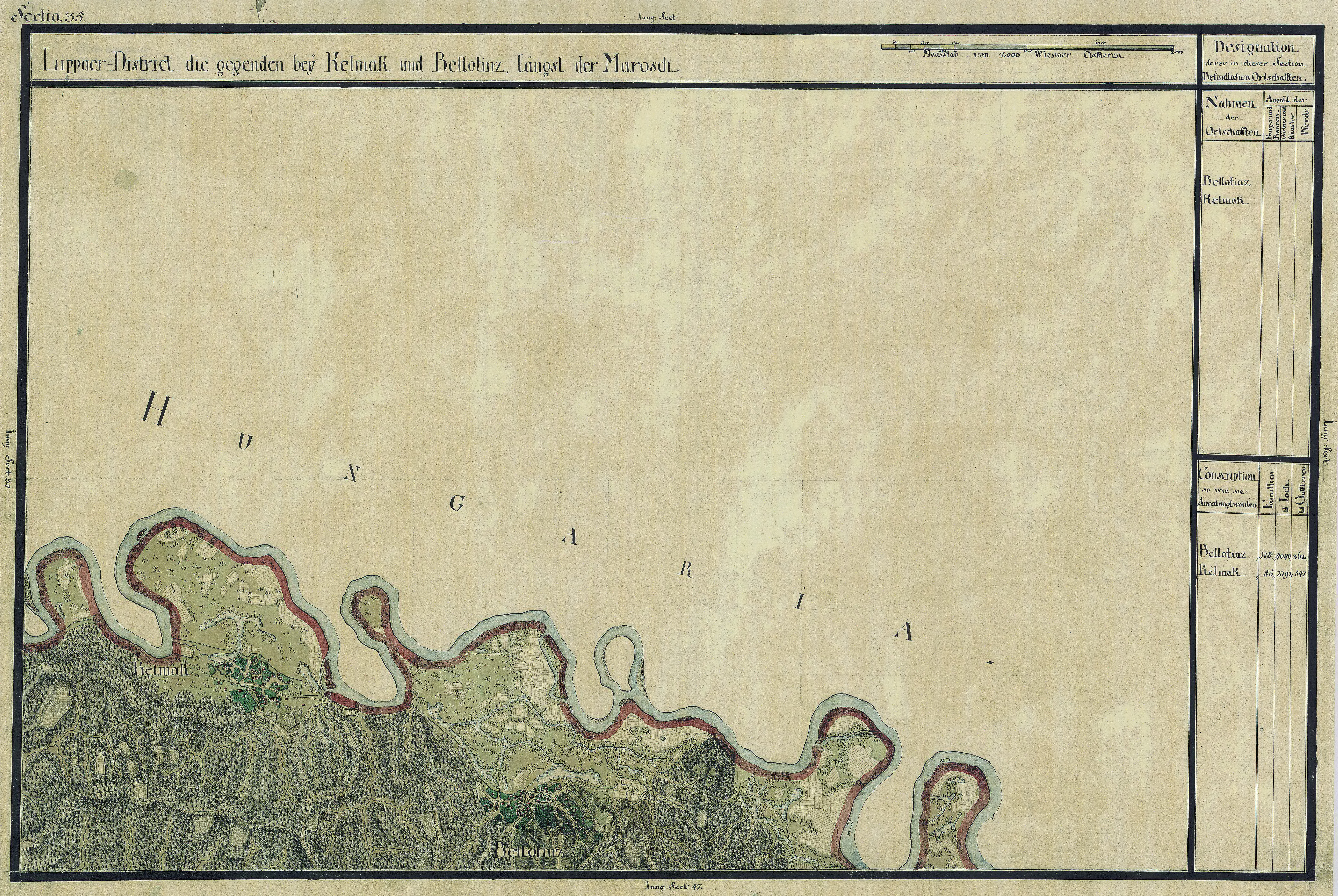
Belotinţ în Harta Iosefină a Banatului, 1769-72

Belotințul apare menționat pentru prima dată în diplome din secolul XVII, sub diferite nume: Baillet, Beletháza și Belotincz. Conscripția Banatului de la 1717 menționează la rândul ei că localitatea este locuită. A fost proprietate erarială până la 1845, când a fost donată lui Tour Teodor. În 1873 a avut loc o epidemie de holeră care a luat viața a peste 250 locuitori.
În anul 2006 autoritățile județene au răspuns nefavorabil cererii localnicilor din Belotinț de a deveni comună, deși potrivit sătenilor acestă soluție i-ar scuti de ocolul prin Lipova pentru a ajunge în reședința de comună. Cererii localnicilor din Belotinț li s-au alăturat cei din satele învecinate Chelmac și Lalasinț, aflați în aceeași situație.

## Populația
La recensământul din 1890 au fost înregistrați 1.256 locuitori, din care 1.179 români (94%). Populația a scăzut constant. La recensământul din 2002 erau înregistrați 358 locuitori, din care 354 români. 

## Viața religioasă
Din punct de vedere confesional majoritatea locuitorilor sunt creștini ortodocși. În prima jumătate a secolului al XX-lea a existat o comunitate greco-catolică semnificativă. Trecerea unei părți din ortodocși la biserica unită a avut loc la sfârșitul secolului XIX și începutul secolului XX (circa 18-20% din total). După interzicerea Bisericii Române Unite cu Roma în anul 1948, parohia unită a fost desființată, iar credincioșii din localitate au folosit exclusiv biserica ortodoxă, cea unită fiind lăsată în paragină.
Cererea pentru restituirea acesteia după 1990 a dus la un conflict între Episcopia Aradului și Episcopia de Lugoj. În cele din urmă, în anul 2010, lăcașul revendicat a fost restituit, într-o stare avansată de degradare.